# Arduaine Garden

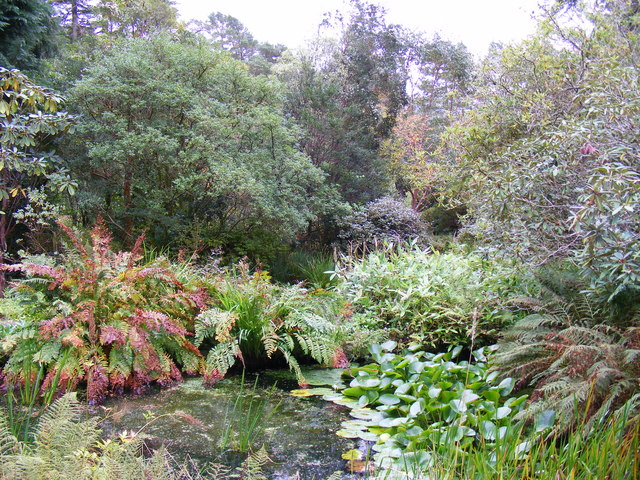
Arduaine Garden

Arduaine Garden ist ein Garten bei Arduaine in der Gemeinde Kilninver and Kilmelfort im Council Area Argyll and Bute in Schottland. Der Garten liegt rund 30 km südlich von Oban und 16 km nördlich von Kilmartin und wird vom National Trust for Scotland verwaltet. Er wurde von Historic Environment Scotland 1987 in das Inventory of Gardens and Designed Landscapes in Scotland aufgenommen und dabei in zwei von sieben Kategorien (Artistic Interest und Horticultural) mit dem Prädikat herausragend ausgezeichnet. Der Garten ist speziell für seine Sammlung von Rhododendren bekannt. 2024 betrug die Besucherzahl etwa 12.000 Personen.

## Geschichte
Arduaine wurde im Jahr 1897/98 von James Arthur Campbell gekauft. Als erste gärtnerische Aktion wurden Lärchen zum Schutz des Gartens, der ein Nutzgarten mit Gemüsebeeten und Hecken war, gepflanzt. In den frühen 1900er Jahren begann man mit der Pflanzung erster  Rhododendren (Rhododendron zeylanicum), deren Samen mit einer Teelieferung aus Ceylon kamen. Die daraus gewachsenen Pflanzen gelten auch heute noch als zu den besten weltweit gehörend. Mit dem Woodland Garden wurde 1922 begonnen, als Campbells letzter Chauffeur, George Watts, begann in Arduaine zu arbeiten. In dieser Zeit waren bis zu fünf Gärtner im Garten beschäftigt. Campbell war mit Osgood Mackenzie, dem Gründer von Inverewe Garden, befreundet, der ihm wichtige Ratschläge und Unterstützung gab.
Nach dem Tod von James Campbell im Jahr 1929 wurde der Garten von seinem Sohn Bruce übernommen, der ihn seinem Sohn Ian Campbell vererbte. Dieser betreute den Garten bis zum Zweiten Weltkrieg. Nach dem Krieg wurde der Garten von Miss Yule, dem Kindermädchen der Familie betreut, bis das Estate 1964 verkauft und in ein Hotel umgewandelt wurde. Bei den Aufräumarbeiten wurden alle Aufzeichnungen des Gartenbetriebs verbrannt. Der Garten wurde vernachlässigt, bis Ian Campbell ihn 1971 an die Baumschule Edmund & Harry Wright verkaufte, die den Garten vor dem Verfall bewahrte und speziell die Rhododendrensammlung pflegte.